# 米哈伊利夫卡 (拉迪斯內薩德市鎮)
46°47′49″N 31°48′54″E / 46.79694°N 31.81500°E
米哈伊利夫卡（烏克蘭語：Михайлівка）是烏克蘭南部的村莊，由尼古拉耶夫州尼古拉耶夫區的拉迪斯内萨德市镇負責管轄。該村面積0.06平方公里，海拔高度45米，2001年人口34，人口密度每平方公里566.7人。